# Clan Cesarano
Il clan Cesarano è un’associazione camorristica originaria di Ponte Persica, frazione sita a nord-est di Castellammare di Stabia, ed ivi operante, con forti interessi ed egemone anche nel limitrofo comune di Pompei.

## Boss
- anni 1980–2000 — Ferdinando Cesarano
- 2000–2014 — Nicola Esposito, detto “'O Mostro” — Vincenzo Cesarano, detto “ 'O Muss' ”[1]
- 2014–presente — Luigi Di Martino, detto “'O Profeta”[2]

## Il clan
La più importante figura del clan fu Ferdinando Cesarano (Ponte Persica, 26 agosto 1954), alias "Nanduccio 'e Ponte Persica", figura carismatica del panorama criminale organizzato campano della fine degli anni '70 e degli albori degli anni '80, che, in quegli anni, era uno spietato killer e capozona della Nuova Famiglia, alle dirette dipendenze di Carmine Alfieri e a stretto contatto con le più alte dignità dell'organizzazione, come Angelo Moccia, Francesco Matrone, Giuseppe Autorino, Marzio Sepe, Pasquale Galasso e Pasquale Loreto. Nella metà degli anni '80 Cesarano, oramai un boss affermato, dopo la sconfitta della Nuova Camorra Organizzata e la dissoluzione della vincente Nuova Famiglia, si stacca anch'egli dalla Nuova Famiglia e si mette in proprio.

### L’evasione
Era il 21 giugno del 1998, una calda giornata estiva nell’aula bunker del Tribunale di Salerno ricavata da una ex palestra di una scuola alla periferia cittadina, a ridosso della tangenziale e di alcuni terreni agricoli nell’area industriale di Fuorni. Geppino Autorino e Ferdinando Cesarano, quarantaquattrenne capoclan della zona di Pompei, erano seduti nel gabbiotto degli imputati di uno dei processi dalle pesanti accuse di associazione camorristica, estorsioni, omicidi. Il Tribunale doveva giudicare 44 imputati, affiliati al clan Alfieri della provincia napoletana e al clan Maiale della Piana del Sele. Autorino e Cesarano il colpaccio l’avevano organizzato da tempo e studiato con l’aiuto di complicità esterne. Erano le 17,30 del pomeriggio, in aula c’era il pm Ennio Bonadies della DDA salernitana, in fondo il gruppo dei magistrati giudicanti. Gli agenti della Polizia Penitenziaria avevano trasferito Autorino e Cesarano dal carcere napoletano di massima sicurezza del quartiere di Secondigliano fin dentro una delle quattro gabbie predisposte per gli imputati nell’aula bunker. Come agli altri, anche a Autorino, considerato dagli inquirenti spietato killer esecutore delle azioni più sanguinose del clan Alfieri, e Cesarano, definito “lucido organizzatore di delitti”, vennero tolte le manette. Poi la gabbia, dove in tutto gli imputati erano sette, fu richiusa. In un caldo che toglieva il respiro, iniziava l’udienza che andò avanti per oltre un’ora fino alla sospensione momentanea in attesa che uno dei testimoni fosse accompagnato in aula. Fu il momento scelto dai due camorristi, che con determinazione e senza alcuna esitazione si fecero un cenno con gli occhi alzandosi di scatto dalle panche in legno dove erano seduti. Gli altri cinque fecero da volontaria barriera agli sguardi esterni alla gabbia. Con colpo secco, le mattonelle nel retro sprofondarono nel vuoto. Erano solo una leggera copertura al cunicolo scavato con abilità e largo quanto bastava per consentire il passaggio dei due uomini che arrivava proprio sotto le panche. Si lanciò subito Autorino, poi Cesarano, mentre i poliziotti si accorsero del movimento e spararono in aria alcuni colpi di pistola. Inutile, i due scivolarono nel tunnel lungo cinque metri, dove erano state lasciate delle pistole e bombe a mano. Raggiunsero l’esterno, mentre i detenuti rimasti nel gabbiotto rimisero a posto la copertura del cunicolo. Questioni di secondi. I due si arrampicano su una scarpata di dieci metri, saltando poi sul ponte della tangenziale salernitana per fermare una Fiat punto di passaggio. Minacciarono con le pistole il proprietario che fu fatto scendere. Poi via, per quattro chilometri di corsa fino a Pontecagnano dove li aspettavano dei complici in moto. Una beffa, che provocò lo sdegno dei ministri Giorgio Napolitano e Giovanni Maria Flick responsabili dell’Interno e della Giustizia. Il giorno dopo, furono convocate più riunioni allarmate, mentre venivano intensificati i posti di blocco. La prima decisione fu la rimozione del questore di Salerno, Ermanno Zanforlino, unita alla contemporanea richiesta di trasferimento per il procuratore generale di Salerno, Paolo Russo de Cerame.

### La beffa
Nel cunicolo, oltre ad alcuni involucri di merendine, gli inquirenti trovarono un bigliettino con la scritta “Grazie di tutto” e “ciao ciao”.

### La latitanza
A favorire la latitanza del superboss dopo l’evasione e stato Il suo “compariello” Ferdinando Cascone, all’epoca dei fatti aveva poco più di vent’anni persona di fiducia del boss Ferdinando Cesarano, la latitanza durò dal giugno 1998 al giugno 2000, Cesarano fu arrestato il 10 giugno 2000 a torre annunziata, mentre Cascone fu arrestato il 23 aprile 2001 a scafati condannato per favoreggiamento e associazione di stampo mafioso. 
Cesarano, pluriergastolano, condannato anche poiché riconosciuto tra i responsabili della strage di Sant'Alessandro, detenuto in carcere, al 41 bis, si è laureato in Sociologia nel 2007 ed in Giurisprudenza nel 2015.
Il clan dei Cesarano risulta particolarmente operativo a Ponte Persica e Pompei, dove, in particolare, svolge attività delinquenziali quali il racket delle estorsioni, l'usura e lo spaccio di sostanze stupefacenti. I Cesarano hanno attraversato un periodo di tensione con i Matrone, a causa del controllo delle attività illecite a Scafati e dintorni, zona in cui i Cesarano, dopo i momenti di crisi vissuti dai Matrone e dai Loreto-Ridosso, avrebbero cercato di estendere i propri tentacoli. Oggi la zona di Scafati risulta interessata dalla presenza di clan locali e della zona boschese/stabiese, che avrebbero instaurato fra di loro delle alleanze, a quanto pare, labili e facili alla rottura.
Il 12 novembre 2019 sono state arrestate 20 persone del clan, accusate dei reati di associazione per delinquere di stampo camorristico, estorsione e traffico di sostanze stupefacenti.
Il 12 agosto 2020 si è costituito il latitante Antonino Cafiero, 29 anni, nipote del boss Nicola Esposito - soprannominato "'o Mostro"- il quale era sfuggito a un ordine di cattura che aveva colpito anche altre due persone, tra cui sua zia, nonché coniuge di Nicola Esposito, Annunziata Cafiero, che gestivano un giro di estorsioni e usura per conto del sodalizio camorristico. Cafiero è finito in cella giacché accusato del reato di estorsione aggravata dal metodo mafioso. 

### L'arresto di 'O Mostro
Il 5 luglio 2014 è stato arrestato, alla periferia di Pompei, Nicola Esposito, alias "'o Mostro", considerato dagli inquirenti un capo del clan Cesarano. Con lui, è finito in manette l'uomo che avrebbe protetto la sua latitanza: Alfonso Cesarano, 49 anni, ritenuto un fiancheggiatore del clan. Nicola Esposito, nel 1998, partecipò alla pianificazione del piano per far evadere i boss Giuseppe "Geppino" Autorino e Ferdinando Cesarano dall'aula bunker del Tribunale di Salerno, evasione poi avvenuta il 22 giugno di quell'anno. Nel marzo 1999, Autorino finì abbattuto durante una sparatoria ingaggiata con NOCS, DIA e Carabinieri; il boss Ferdinando Cesarano, invece, fu arrestato il 10 giugno del 2000, a Torre Annunziata.
Secondo il collaboratore di giustizia Alfonso Loreto - figlio di Pasquale Loreto, capo del clan omonimo di Scafati -, Nicola Esposito, allo scopo di emergere all'interno del clan e con l'appoggio di un esponente del clan D'Alessandro di Castellammare di Stabia, stava organizzando l'omicidio di Luigi Di Martino, reggente del clan Cesarano.

### Il racket dei fiori
Il clan, come è emerso dalle indagini della Direzione Distrettuale Antimafia della Procura della Repubblica di Napoli, controllava il racket dei fiori tra Castellammare e Pompei. Tutti i commercianti di fiori restii a piegarsi alla protervia del clan, venivano sottoposti a pestaggi e condotte vessatorie. Oltre al racket, dalle indagini è emerso che gli indagati avevano fondato una azienda di intermediazione trasporti, la "Engy Service s.r.l.",  allo scopo di assumere il monopolio delle spedizioni di fiori, bulbi e vasellame, provenienti prevalentemente dai Paesi Bassi. Grazie alle indagini, si è inoltre evinto che il clan aveva stretto alleanze con i clan Mallardo di Giugliano in Campania e Pecoraro-Renna di Battipaglia.
In data 11 febbraio 2020, la Guardia di Finanza ha sequestrato una azienda che, secondo l'Antimafia, era stata fondata dal clan ed era gestita da Antonio Martone e Giovanni Esposito, all'attuale entrambi detenuti in carcere, cognati del capoclan Luigi Di Martino, inteso o' Profeta. Tale società aveva lo scopo di frapporsi tra commercianti e trasportatori, col fine di imporre loro i servizi e le tariffe del clan. La Guardia di Finanza ha stimato il volume d'affari dell'attività in circa due milioni di euro.